# Бегтабеговы
Бегтабеговы  — российский княжеский род армянского происхождения.
По родословию князя Долгорукова армянского происхождения; первоначально жили в городе Ани, а по завоевании этого города персиянами переселились в Грузию, где в XVII веке царь Теймураз I возвёл Бегтабеговых в достоинство таваде и пожаловал старшему в их роде потомственное звание ледиванбега (царского советника).
Князь Соломон Иванович, скончавшийся в чине генерал-майора 6 мая 1860 года, известен как кавказский артиллерист. Кроме того, он находился в походах: в 1830 года в земле джарских и белоканских аварцев и за Кубанью, в земле шапсугов.

## Описание герба
Щит разделен на две части, из коих в первой в красном поле Черкес, скачущий на белом коне с золотою сбруею, имеющий на плече золотое копье. Во второй части в голубом поле изображены крестообразно две серебряных стрелы, острием вверх, на которых положен щит красного цвета с серебряным полумесяцем.
Щит покрыт мантией и шапкой, принадлежащими Княжескому достоинству. Герб рода Бегтабеговых, имеющих титул князей грузинских внесен в Часть 10 Общего гербовника дворянских родов Всероссийской империи, стр. 107.